# الكنيس الكبير (لوتسك)
الكنيس الكبير في لوتسك، أوكرانيا، هو مبنى يُمثل عمارة عصر النهضة، وله برج. يقع في الحي اليهودي، كان المركز الديني والتعليمي والمجتمعي لمدينة لوتسك (بالبولندية: Łuck)‏ لليهود حتى غزو بولندا (1939) في الحرب العالمية الثانية. تم بناؤه عام 1626، وهو مثال جيد للمعبد اليهودي المحصن. تم تدمير الكُنيس جزئيًا في 1942، تم ترميمه في السبعينيات. يتم استخدامه الآن كنادي رياضي.

## التاريخ
تعود السجلات الأولى لليهود في لوتسك إلى عام 1388. فيتاوتاس، دوق ليتوانيا الأكبر، منح امتيازات ليهود لوتسك. في نهاية القرن الخامس عشر، اكتسبت الطائفة اليهودية في لوتسك ثروة ونفوذًا كبيرًا، وظهر بعض أعضائها بشكل بارز كجامعي الضرائب. كان اليهود عمومًا يعملون في التجارة، لكنهم كانوا يمتلكون أيضًا مصنعًا للجعة ويديرون الحرفيين. تُشير الأبحاث العلمية إلى أن أول كنيس من الطوب بني في النصف الثاني من القرن السادس عشر.
وافق سييسموند فاسا ملك بولندا على بناء كُنيس جديد ومدرسة في 5 مايو 1626. لكن بناء الكُنيس تمت معارضته من قبل جيرانه الدومينيكان. بموجب القواعد المسيحية، لا يمكن أن تتجاوز المعابد اليهودية ارتفاعًا معينًا. إلا أن الملك أكد موافقته وكانت الطائفة اليهودية هي المنتصرة. لقد سقط الدومينيكان من حظوة المحكمة الملكية. ارتفاع الكنيس لم يكن ليتخطى ارتفاع الكنيسة الدومينيكية.
كانت قاعة الصلاة مكعبة الشكل- التي تمثل الهندسة المعمارية لعصر النهضة الإيطالية والبولندية- هي الجزء الرئيسي من الكُنيس الجديد. يصل سمك الجدران إلى 1.5 متر. كان هناك قسمان إضافيان تستخدمهما النساء وللمدرسة اليهودية أو يشيفا. تم إنشاء برج دفاعي يحتوي على الترسانة ذات الثغرات في الزاوية الجنوبية لقاعة الصلاة؛ تنفيذاً لرغبة الملك. كان البرج جزءًا من أسوار المدينة، مما سمح للكُنيس بالمساهمة في الدفاعات، بالإضافة إلى أدواره الدينية والتعليمية.

### العصر الحديث
في 1869، تضرر الكُنيس بالنيران. تم ترميمه في 1886. في القرن التاسع عشر، تغير أسلوب حياة الطائفة اليهودية في لوتسك بسبب السمات الاقتصادية والتشريعية للإمبراطورية الروسية. وفقا لاتجاهات ذلك الوقت، تم فصل الطائفة اليهودية. ظهرت في لوتسك أحياء يهودية جديدة ذات معابد. كانت الأحياء القديمة مأهولة عمومًا باليهود الفقراء؛ الذين يعيشون في منازل خشبية قذرة، مبنية بالقرب من بعضها البعض. ونتيجة لذلك، فقد الكنيس الرئيسي دوره المركزي.
تعرض الكُنيس للقصف خلال الحرب العالمية الأولى، ولكن لم يتعرض لأضرار جسيمة. في الجمهورية البولندية الثانية، أصبحت مدينة لوتسك (بالبولندية: Łuck)‏، (بالألمانية: Luzk)‏عاصمة مقاطعة وولين Wołyń Provinc، وفي 1936 ساهمت محافظات بولندا بأموال لترميمه.

### الحرب العالمية الثانية
ضم السوفييت الغُزاة المدينة إلى الاتحاد السوفيتي في 1939 مع المنطقة بأكملها. بعد الهجوم الألماني على الاتحاد السوفيتي في 1941، أصبحت لوتسك (بالألمانية: Luzk)‏ مسرحاً لمذبحة تم تنظيمها بواسطة الميليشيا الشعبية الأوكرانية، وأضرمت النيران في الكُنيس والمنطقة اليهودية.
في ديسمبر 1941، تم إنشاء حي لوتسك اليهودي. في أغسطس وسبتمبر 1942، قُتل حوالي 17.000 من سجناء الحي اليهودي على يد كتائب شرطة النظام.[بحاجة لمصدر]، تمت تصفية الحي اليهودي في ديسمبر 1942. كان مبنى الكُنيس الرئيسي السابق فارغًا. بعد سنوات عديدة من الحرب، أُعيد بناؤه ليصبح دار سينما وصالة ألعاب رياضية.

## فن معماري
قام بعض الباحثين والمتاحف بالتحقيق في تاريخ الكُنيس. متحف ناحوم غولدمان للشتات اليهودي بيت التفشي، الواقع في حرم جامعة تل أبيب، يحتوي على نموذج للكُنيس. يكشف النموذج عن التفاصيل المعمارية؛ التي فُقدت خلال الحربين العالميتين. قام مركز الفن اليهودي في الجامعة العبرية في القدس بإنشاء نموذج ثلاثي الأبعاد للتصميم الخارجي والداخلي.
الكُنيس السابق عبارة عن مبنى على مكعب الشكل مع برج. يساهم كلاً من الوضوح العقلاني والإجمال والاعتدال في الزخرفة في أسلوب عصر النهضة. لا توجد سمة فردية للكُنيس؛ تكشف عن الطابع الديني للمبنى؛ بسبب الوظائف العامة للمعابد اليهودية القديمة. هناك دياميس غير مستكشفة تحت المبنى.

## روابط خارجية
- الكنيس الكبير في لوتسك، أوكرانيا| متحف الشعب اليهودي في بيت حتفوتوت

50°44′09″N 25°19′07″E / 50.735959°N 25.318699°E